# Questeur du palais sacré
Le questeur du palais sacré (en latin : Quaestor sacri palatii ; en grec : κοιαίστωρ/κυαίστωρ τοῦ ἱεροῦ παλατίου ou ὁ κοιαίστωρ/κυαίστωρ) est une importante fonction légale dans le Bas-Empire romain et au début de l'Empire byzantin, puisqu'il est responsable de l'élaboration des lois. Au fur et à mesure de l'histoire de l'Empire byzantin, la fonction du questeur évolue pour devenir un important poste judiciaire à Constantinople. Il subsiste jusqu'au XIVe siècle, même s'il n'est alors plus qu'un titre honorifique. 

## Bas-Empire romain
Cette fonction est créée par l'empereur Constantin Ier. Le questeur du palais sacré a pour mission d'élaborer des lois et de répondre aux pétitions adressées à l'empereur. Même s'il est l'équivalent du principal conseiller juridique de l'empereur et a donc une grande influence, ses droits judiciaires sont en réalité limités,. Ainsi, à partir de 540, il préside la cour suprême de Constantinople aux côtés du préfet du prétoire d'Orient. Cette juridiction traite les appels des décisions des cours des vicaires des diocèses et des gouverneurs provinciaux détenant le rang de spectabilis. 
Selon la Notitia Dignitatum, le questeur détient le rang de vir illustris et n'a pas de personnels propres. En revanche, plusieurs assistants (adiutores) des départements de la sacra scrinia lui sont attachés. Au milieu du VIe siècle, leur nombre est fixé par la loi à 26 adiutores : douze issus du scrinium memoriae, sept du scrinium epistolarum et sept du scrinium libellorum. Toutefois, en pratique, ce nombre est souvent dépassé.
Le plus connu des questeurs est probablement Tribonien qui est le grand architecte de l’œuvre de codification entreprise sous Justinien avec l'élaboration du Corpus Iuris Civilis. La fonction perdure en Italie en dépit de la chute de l'Empire romain d'Occident car Odoacre puis le royaume ostrogoth la conserve. Elle est alors occupée par des membres de l'aristocratie sénatoriale romaine comme Cassiodore.

## Empire byzantin
Dans le cadre de ses réformes administratives, Justinien crée une autre fonction portant le nom de questeur en 539, encore appelé quaesitor. il détient des fonctions policières et judiciaires à Constantinople, contrôlant les nouveaux venus dans la capitale. Au tournant du IXe siècle, le questeur du palais sacré a perdu la plupart de ses fonctions originelles, confiées à d'autres fonctionnaires, notamment le logothète du drome et l’epi tōn deēseōn. Les fonctions du questeur byzantin sont alors à peu près les mêmes que celle du quaesitor. Il est l'un des kritai (juges) de Constantinople. Toutefois, John B. Bury note que l'étude de ses subordonnés et le fait que le poste soit ouvert aux eunuques montrent que le questeur de l'Empire byzantin médiéval est bien la continuation directe du questeur du palais sacré de la Rome antique,.
Ses fonctions sont les suivantes : il contrôle les personnes venant des provinces byzantines pour visiter Constantinople, est responsable de la surveillance des voleurs, il a juridiction sur les plaintes des locataires à propos de leurs propriétaires et sur les cas de contrefaçon et enfin, il supervise les magistrats de la capitale. En outre, il a juridiction complète à propos des testaments qui sont scellés par le sceau du questeur, ouverts en sa présence et sont exécutés sous sa surveillance. Au IXe siècle, dans la liste des préséances du Kletorologion de Philothée, le questeur est à la 34e position, juste après le logothète du génikon. Le poste subsiste jusqu'au XIVe siècle qui ne devient qu'une dignité honorifique sans mission particulière, classé à la 45e place dans la hiérarchie impériale,.

### Subordonnés
Au sein de l'Empire byzantin, le questeur a bien plus de fonctionnaires sous sa direction qu'à la fin de l'Empire romain :
- Les antigrapheis (en grec : ἀντιγραφεῖς, copistes) sont les héritiers des anciens magistri scriniorum qui dirigent le sacra scrinia sous l'autorité du maître des offices. Le terme antigrapheus est utilisé dès l'Antiquité tardive pour désigner ces fonctionnaires et ils sont directement associés au questeur dans l'élaboration de la législation de l'Ecloga. Leurs autres fonctions sont inconnues. John B. Bury suggère que le magister memoriae, qui a pour mission de répondre aux pétitions adressées à l'empereur byzantin, devient l’epi ton deeseon, tandis que le magister libellorum et le magister epistolarum deviennent les antigrapheis[6],[7]
- Le skribas est l'héritier du scriba de la Rome antique. C'est un notaire rattaché au magister census, un fonctionnaire chargé de la gestion des testaments. Quand le questeur absorbe cette fonction, le skribas passa sous son autorité. Celui-ci représente le questeur dans l'étude des clauses du testament dès lors que les enjeux sont limités[8]
- Le skeptōr (σκέπτωρ) est une déformation du latin exceptor. Ces fonctionnaires sont les héritiers des exceptores, une classe de fonctionnaires du sacra scrinia[8]
- Le libelisios (λιβελίσιος) dont le terme dérive du latin libellenses, fonctionnaire du sacra scrinia[9]
- Des kankellarioi (καγκελλάριοι, du latin cancellarii) sous l'autorité d'un protokankellarios[9]